# سرویس مالیات ملی کره جنوبی
سرویس مالیات ملی (انگلیسی: National Tax Service؛ کره‌ای: 국세청) سازمان مالیاتی در کره جنوبی است که زیر نظر وزارت اقتصاد و دارایی اداره می‌شود. مقر اصلی در سه‌جونگ سیتی واقع شده است.

## برنامه پاداش افشاگر
افشاگران می‌توانند واجد شرایط دریافت جوایز تحت برنامه‌های پاداش باشند و جوایز برای ۵–۲۰٪ از درآمد جمع‌آوری شده است.